# Niukluk River
Der Niukluk River ist ein 95 Kilometer langer rechter Nebenfluss des Fish Rivers im Süden der Seward-Halbinsel im Westen des US-Bundesstaats Alaska. 

## Verlauf
Der Niukluk River entspringt im Westen der Bendeleben Mountains auf einer Höhe von etwa 700 m, knapp 13 Kilometer nordöstlich des 1137 m hohen Mount Bendeleben. Er fließt anfangs 30 Kilometer in südsüdwestlicher Richtung aus dem Gebirge, bis zur Mündung des von Westen heranströmenden Libby River. Anschließend wendet sich der Niukluk River in Richtung Ostsüdost. Der Casadepaga River, bedeutendster Nebenfluss des Niukluk River, mündet rechtsseitig in den Fluss. Dieser passiert die verlassene Siedlung Council und mündet schließlich nach weiteren 18 Kilometern in den Fish River, 40 Kilometer oberhalb dessen Mündung in die Golovnin-Lagune. Der Niukluk River spaltet sich auf seinen unteren 60 Kilometern immer wieder in mehrere Flussarme auf, die sich wieder vereinigen. Auf den letzten drei Kilometern spaltet sich der Niukluk River in zwei Mündungsarme auf, die im Abstand von etwa 650 Metern auf den Fish River treffen. Der Niukluk River entwässert ein Areal von etwa 2100 km².